# Euxoa dolomedes
Euxoa dolomedes là một loài bướm đêm trong họ Noctuidae.